# Analyse
«Analyse» —en españolː Analizar— es una canción de la banda de rock irlandesa The Cranberries, publicado el 18 de septiembre de 2001 por la discográfica MCA como el primer sencillo de Wake up and Smell the Coffee, su quinto álbum de estudio.
Escrita por Dolores O'Riordan, líricamente  trata de «el amor más grande jamás visto», el que puede ser disfrutado en el utópico mundo de fantasía al que alude la canción. Fue grabada en las sesiones de Wake Up and Smell the Coffee entre los años 2000 y 2001, siendo producida por Stephen Street junto con el resto del álbum, y registrada en los estudios de grabación Windmill Lane, en Dublín.
En enero de 2018, tras la muerte de O'Riordan, el sitio Jenesaispop posicionó a la canción en el número 25 de su lista de «Las 40 mejores canciones de The Cranberries y Dolores O’Riordan».

## Publicación y rendimiento comercial
MCA publicó la canción en formato de sencillo en CD, apareciendo varias versiones en diversos países; en muchas de ellas se incluyó un remix que fue mezclado por el productor musical Marius de Vries, llamado «Analyse» (Ocean Remix). La versión editada estaba disponible en algunos sencillos comerciales, en tanto que la versión larga se lanzó solo en CD promocionales. Los diversos soportes físicos también incluyeron éxitos anteriores de la banda, entre ellos «Linger» o «Salvation». El arte de los sencillos estuvieron a cargo del diseñador gráfico británico Storm Thorgerson (quien también se encargaría del diseño de Wake up and Smell the Coffee y Bury the Hatchet) y Peter Curzon mientras que las fotografías de las portadas fueron tomadas por Andy Earl y Rupert Truman.
El sencillo, al igual que el álbum, no tuvieron un gran éxito, debido en parte a que fue publicado pocos días después de los Atentados del 11 de septiembre. En Estados Unidos no logró ingresar en el Billboard Hot 100, pero alcanzó la posición 26 en el Adult Top 40; en su Irlanda natal llegaría al puesto 28, convirtiéndose en su undécimo y último top 40, mientras que en el Reino Unido se posicionó en el número 89, el primer sencillo de su carrera en perderse de los primeros 40 puestos desde «Animal Instinct». El mayor éxito lo vio en Italia, Polonia y España, teniendo una excelente acogida en estos países, en donde alcanzó las primeras diez posiciones.

## Vídeo musical
El vídeo musical fue dirigido por Keir McFarlane y grabado en septiembre de 2001. Comienza con la imagen de una señal de tráfico, consistente en una típica silueta humana. Esta figura cobra vida y comienza a recorrer diversos lugares de una ciudad, al tiempo que aparece Dolores O'Riordan  cantando el tema mientras que todo lo que está a su alrededor, como personas y automóviles, se mueven a cámara rápida. El vídeo termina con diversas siluetas descansando en un campo. Fue el primer clip en que O'Riordan aparecía sin el resto de los miembros de la banda.
La versión original del vídeo mostraba a O'Riordan interpretando el tema sobre un edificio mientras un avión sobrevolaba dos rascacielos, siendo retirado de los medios tras los ataques del 11 de septiembre en Nueva York. Ambas versiones aparecerían más tarde en el videoálbum compilatorio Stars: The Best of Videos 1992–2002.

## Otras apariciones
Las versiones acústicas de «Analyse» fueron lanzadas en dos compilaciones de radio de los Estados Unidos. La primera, presentada en KBCO Studio C, Volumen 13, fue grabada en la estación de radio KBCO de Boulder, el 16 de agosto de 2001, en tanto que la segunda fue registrada en el Estudio C de la emisora KTCZ- FM con sede en Minneapolis, el 20 de agosto de 2001 y editada en el tomo 13 de la serie de álbumes City 97 Sampler.

Otra versión acústica aparecería en marzo de 2002 en una de las diversas ediciones físicas del sencillo «Time is Ticking Out».
La versión de estudio inicialmente se publicaría en la banda sonora de la película Sweet November, estrenada en 2001, pero finalmente no se incluyó.

## Lista de canciones
| Sencillo de dos pistas europeo (155 873-2) 1. «Analyse» (LP version) – 4:14 2. «Wanted» (Live in Paris '99) – 1:57 Sencillo y CD promocional del Reino Unido, Alemania, EE. UU. y Australasia 1. «Analyse» (Radio edit) - 3:58 2. «Analyse» (LP version) – 4:13 Sencillo promocional de una pista del Reino Unido 1. «Analyse» (Long Version) CD y maxisencillo 1. «Analyse» (Radio Edit) - 3:58 2. «Analyse» (Oceanic Radio Edit) - 3:55 3. «I Can't Be With You» (Live At Vicar Street) - 3:21 4. «In the Ghetto» (Live At Vicar Street) - 2:49 | Sencillo promocional francés Card Sleeve (9768) 1. «Analyse» (Radio Edit) - 3:56 Sencillo en CD de remixes 1. «Analyse» (Oceanic Radio Edit) - 3:55 2. «Analyse» (Oceanic Long Version) - 5:43 3. «Analyse» (Album Version) - 3:56 CD y miniálbum italiano 1. «Linger» (Live) - 5:24 2. «I Can't Be With You» (Live) - 3:10 3. «Salvation» (Live) - 2:22 4. «You & Me» (Live) - 3:36 5. «Analyse» (Oceanic Long Version) - 5:40 Contenido multimedia 1. «Analyse» (video) |

- Nota: Se lanzaron varios sencillos promocionales con remixes en todo el mundo. El orden de las pistas puede variar.[1]

## Posicionamiento en las listas
| País           | Lista                  | Posición |
| -------------- | ---------------------- | -------- |
| Bélgica        | Ultratop Wallonia      | 14       |
| Brasil         | ABPD                   | 55       |
| España         | PROMUSICAE             | 3        |
| Francia        | SNEP                   | 57       |
| Irlanda        | Irish Singles Chart    | 28       |
| Italia         | FIMI                   | 4        |
| Países Bajos   | Single Top 100         | 76       |
| Polonia        | LP3                    | 6        |
| Rumania        | Rumano Top 100         | 66       |
| Suiza          | Schweizer Hitparade    | 43       |
| Reino Unido    | UK Singles Chart       | 89       |
| Estados Unidos | Billboard Adult Top 40 | 26       |

## Créditos
| Músicos - Dolores O'Riordan - voz principal, guitarra - Noel Hogan - guitarra eléctrica - Mike Hogan - bajo - Fergal Lawler - batería, percusión Técnicos - Stephen Street - producción, mezcla - Cenzo Townshend - ingeniero de sonido, mezcla - George Marino - masterización | Diseño - Andy Earl - fotografía - Rupert Truman - fotografía - Peter Curzon - diseño - Storm Thorgerson - diseño |